# Deinopis schomburgki
Deinopis schomburgki là một loài nhện trong họ Deinopidae.
Loài này thuộc chi Deinopis. Deinopis schomburgki được miêu tả năm 1878 bởi Ferdinand Karsch.